# PRIDE.34
PRIDE.34（プライド・サーティフォー）は、日本の総合格闘技イベント「PRIDE」の大会の一つ。2007年（平成19年）4月8日、埼玉県さいたま市のさいたまスーパーアリーナで開催された。本大会はDSE主催による最後のPRIDEの大会となった。海外PPVでの大会名は「PRIDE 34: Kamikaze」。
大会キャッチコピーは、「最強は、10年かけて強くなった。」、「最強の歴史は、PRIDEの歴史である。」。

## 大会概要
この大会前にUFCのオーナーにPRIDEの権利が譲渡されたこともあり、今大会がDSE・榊原信行体制のPRIDE最後の大会となった。当初出場が予定されていたマーク・ハント、ジョシュ・バーネット、美濃輪育久らは出場せず、さらに開催数日前まで出場が予定されていたヴァンダレイ・シウバも欠場となった。シウバはこの大会開催中にVTRで桜庭和志と4度目の対戦が発表され、そのままお互いが戦うというサプライズマッチが予定されていたが、最終的に実現しなかったため。
UFC対PRIDEの提携後初の対抗戦と銘打った試合では「PRIDE愛」を掲げて出陣した藤田和之が、ジェフ・モンソンに試合をコントロールされ、最後はスリーパーホールドで一本負け。ただしモンソンは前戦がUFCというだけでその後UFCと関わっていない。
セミメインで行われた、ミドル級の試合ではヒカルド・アローナが約半年ぶりにPRIDEに出場。前大会で同門のアントニオ・ホジェリオ・ノゲイラを下してアップセットを起こしたソクジュと激突し、ソクジュが難攻不落だったアローナを一撃でKOして2試合連続のアップセットを起こして会場を爆発させた。
久々の登場を果たしたドン・フライは、ジェームス・トンプソンとの対戦。高山善廣戦のような打撃戦を展開するも、最後はトンプソンの打撃に屈し、仁王立ちの状態でレフェリーストップ。ウェルター級では新鋭ゼルグ・"弁慶"・ガレシックが初参戦し、約1年ぶりの復帰を果たした瀧本誠と対戦。瀧本が下馬評を覆し、一本で勝利を飾った。
第6試合終了後、榊原社長がリング上でスピーチを行い、その壇上にHERO'Sに移籍した桜庭和志が突如登場した。その後に田村潔司も登場し、共に榊原社長を労った。その壇上で、「お互いがいつかはPRIDEのリングで戦いたい」ということで同意した。試合後、FEGの谷川貞治社長は広報を通じ、桜庭のPRIDEやUFCへの参戦を前向きに検討すると話した。
PRIDE榊原信行体制の最後の大会（事実上のPRIDE最後の大会）として、今大会の締めとなる桜庭和志とヴァンダレイ・シウバのサプライズマッチは最終的に行われなかったが、大会は全8試合の全てがKOまたは一本による決着となり、PRIDE最後の大会として大きな盛り上がりを見せた。

## 試合結果
第1試合 ヘビー級ワンマッチ 1R10分、2・3R5分
○  中尾"KISS"芳広 vs.  エジソン・ドラゴ ×
1R 9:15 袈裟固め
第2試合 ヘビー級ワンマッチ 1R10分、2・3R5分
○  バタービーン vs.  ズール ×
1R 2:35 V1アームロック
第3試合 ウェルター級ワンマッチ 1R10分、2・3R5分
○  瀧本誠 vs.  ゼルグ・"弁慶"・ガレシック ×
1R 5:40 チキンウィングアームロック
第4試合 ヘビー級ワンマッチ 1R10分、2・3R5分
○  ギルバート・アイブル vs.  小路晃 ×
1R 3:46 TKO（レフェリーストップ：パウンド）
第5試合 ヘビー級ワンマッチ 1R10分、2・3R5分
○  ジェームス・トンプソン vs.  ドン・フライ ×
1R 6:23 TKO（レフェリーストップ：スタンドパンチ連打）
第6試合 ライト級ワンマッチ 1R10分、2・3R5分
○  青木真也 vs.  ブライアン・ローアンユー ×
1R 1:33 腕ひしぎ十字固め
第7試合 ミドル級ワンマッチ 1R10分、2・3R5分
○  ソクジュ vs.  ヒカルド・アローナ ×
1R 1:59 KO（右アッパー）
第8試合 ヘビー級ワンマッチ 1R10分、2・3R5分
○  ジェフ・モンソン vs.  藤田和之 ×
1R 6:37 スリーパーホールド